# Communauté de communes entre Plage et Bocage
La communauté de communes entre Plage et Bocage est une ancienne communauté de communes française, située dans le département de Manche et la région Basse-Normandie.

## Historique
La communauté de communes entre Plage et Bocage est créée le 28 décembre 1993. Elle fusionne le 1er janvier 2014 avec les communautés de communes des Delles, du Pays granvillais et du Pays hayland pour former la communauté de communes de Granville, Terre et Mer.

## Composition
L'intercommunalité regroupait dix communes du canton de Bréhal :
1. Bréhal
2. Bricqueville-sur-Mer
3. Cérences
4. Chanteloup
5. Hudimesnil
6. Le Loreur
7. Le Mesnil-Aubert
8. La Meurdraquière
9. Muneville-sur-Mer
10. Saint-Sauveur-la-Pommeraye

## Administration
| Période    | Période       | Identité          | Étiquette | Qualité                               |
| ---------- | ------------- | ----------------- | --------- | ------------------------------------- |
| ?          | avril 2001    | Jean-Marie Remoué | RPR       | Maire de Cérences, conseiller général |
| avril 2001 | juin 2004     | Jacques Allain    |           | Conseiller municipal de Bréhal        |
| juin 2004  | décembre 2013 | Jean-Marie Remoué | UMP       | Maire de Cérences, conseiller général |